# Strzykwy
Strzykwy (Holothuroidea) – gromada morskich, głównie dennych zwierząt zaliczanych do szkarłupni (Echinodermata), charakteryzujących się wydłużonym ciałem o miękkiej ścianie, wewnętrznym szkielecie zredukowanym do małych igieł oraz czułkami otaczającymi otwór gębowy. Ze względu na kształt ciała nazywane są ogórkami morskimi. Gromada obejmuje około 1300 gatunków, głównie mułożernych, licznie występujących na dnie oceanicznym. Strzykwy należą do organizmów liczebnie dominujących na Ziemi – zasiedlają około 70% powierzchni całej planety, stanowiąc czasami ponad 90% biomasy zajmowanych ekosystemów. W zapisie kopalnym znane są z dolnego kambru.

## Występowanie i biotop
Zwierzęta zaliczane do strzykw występują głównie w morzach pełnosłonych, niektóre przystosowały się do wód o mniejszym zasoleniu. Większość żyje na dnie mórz, niektóre zagrzebane w mule lub ukryte w zagłębieniach, czy szczelinach skalnych, rzadko osiadłe, przyczepione do podłoża. Tylko nieliczne z nich prowadzą pelagiczny tryb życia. Najliczniej występują w tropikalnej strefie Oceanu Indyjskiego i Spokojnego, zwłaszcza w morzach płytkich, ale spotykane są też na głębokościach do 5000 m.

## Morfologia
Okryte miękkim worem powłokowo-mięśniowym ciało o kształcie ogórkowatym lub robakowatym, o długości od 1 cm do 2 m, dwubocznie symetryczne, wykazujące różny stopień utraty symetrii promienistej. Wyraźnie wyróżniona jest przednia (z otworem gębowym) i tylna (z otworem odbytowym) część ciała. Przeciętna długość większości gatunków wynosi 10–30 cm. Średnica ciała zazwyczaj nie przekracza 5 cm. 

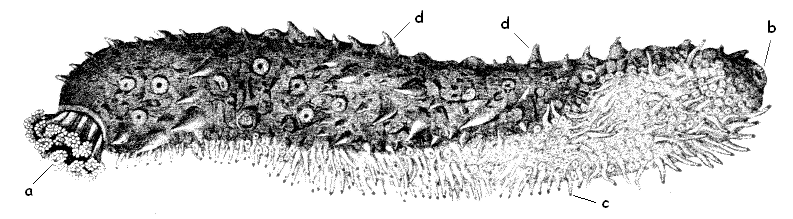
Budowa strzykwy: a - czułki, b - kloaka, c - nóżki ambulakralne, d - brodawki

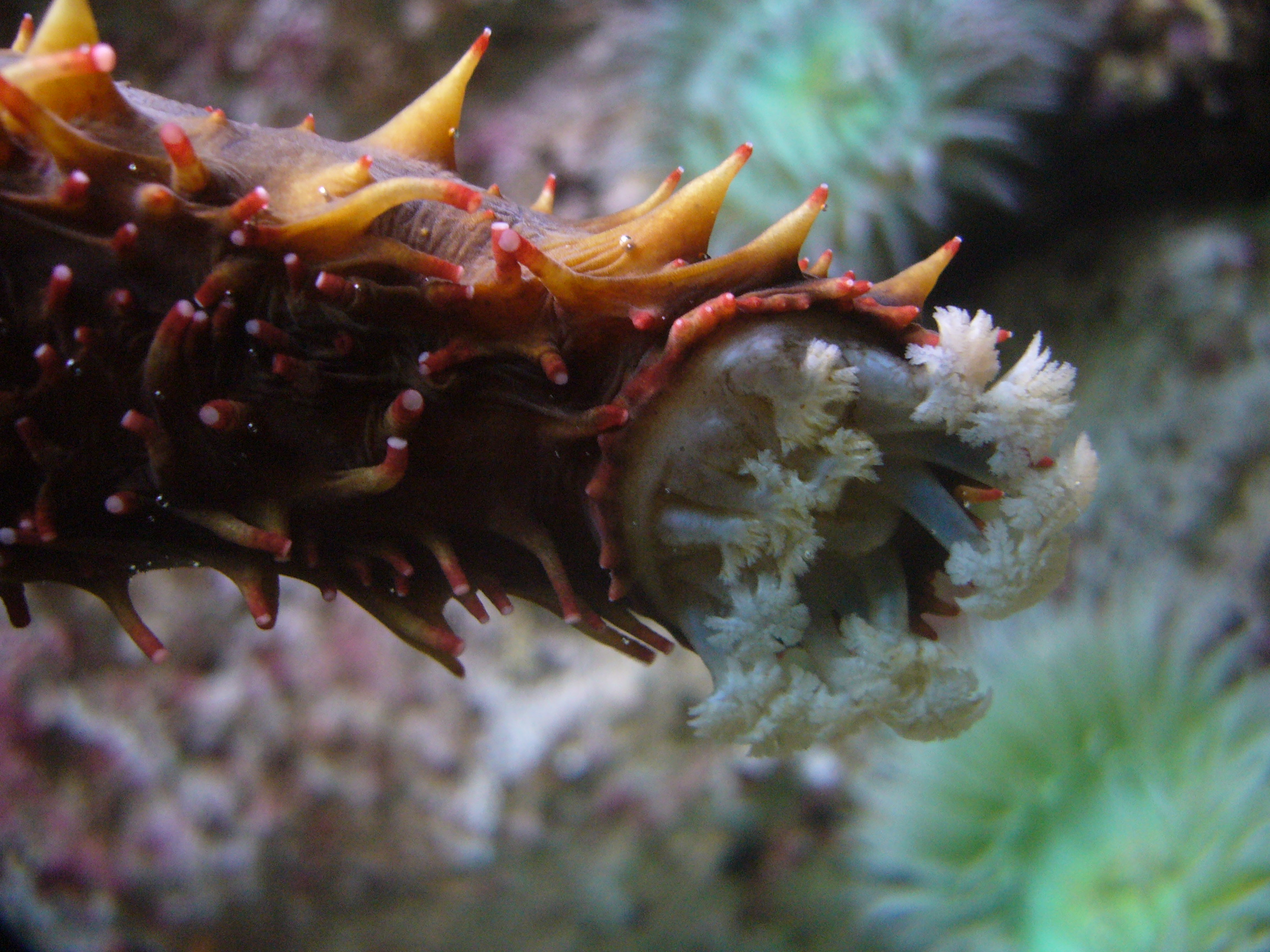
Otwór gębowy strzykwy otoczony jest wieńcem czułków

Na powierzchni ciała większości gatunków znajduje się 5 rzędów nóżek ambulakralnych, u niektórych strzykw zredukowanych w różnym stopniu. Ciało wielu gatunków pokryte jest brodawkami. Szkielet wewnętrzny tworzą drobne wapienne płytki lub różnego kształtu igiełki szkieletowe luźno położone wewnątrz powłoki ciała. Kształt płytek wapiennych jest uznawany za cechę diagnostyczną. 
Otwór gębowy jest otoczony wieńcem 8–30 czułków powstałych z przekształconych nóżek ambulakralnych, a służących do pobierania pokarmu. Przy końcu ich układu trawiennego znajduje się umięśniona, rytmicznie kurcząca się kloaka, do której (u większości gatunków) otwierają się parzyste płuca wodne oraz organy Cuviera. Strzykwy mają najbardziej rozwinięty układ pseudohemalny ze wszystkich szkarłupni. Funkcję lokomotoryczną pełni dobrze rozwinięty wór powłokowo-mięśniowy oraz nóżki ambulakralne znajdujące się na stronie brzusznej. 

## Biologia
Strzykwy są wyspecjalizowanymi mułożercami. Żywią się martwą materią organiczną pobieraną wraz z osadami dennymi. Przy pomocy nóżek ambulakralnych poruszają się wolno, pełzając po dnie morskim. Gatunki osiadłe przyczepiają się nóżkami do elementów dna. Nieliczne gatunki pelagialne poruszają się poprzez naprzemienne zginanie ciała w kształt litery U oraz jego prostowanie.

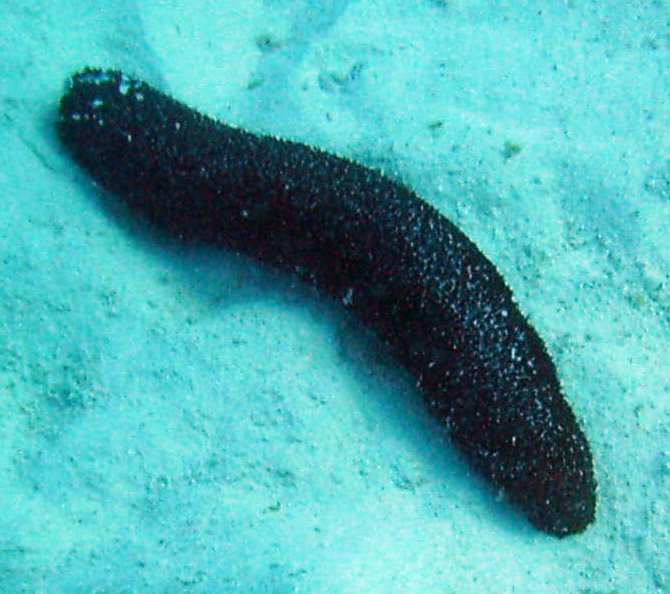
Trachythyone elongata

W większości są rozdzielnopłciowe i jajorodne. Zapłodnienie u większości gatunków jest zewnętrzne, a tylko u nielicznych (14 gatunków) – wewnętrzne – wówczas jaja rozwijają się w celomie. Dotychczas poznano 12 gatunków hermafrodytycznych. W rozwoju przeważnie występuje planktonowa larwa nazywana aurikularią, przekształcająca się w doliolarię, często nazywaną witellarią. U pozostałych gatunków występuje tylko doliolaria. U co najmniej 40 gatunków, w większości z rodziny Cucumariidae, stwierdzono opiekę nad młodymi polegającą na składaniu jaj pośród czułków lub w specjalnej kieszeni powstałej w powłoce ciała.
W razie zagrożenia strzykwy potrafią wystrzykiwać (stąd polska nazwa) przez odbyt swoje nitkowate i pokryte lepką trucizną narządy wewnętrzne – organy Cuviera wraz z tylną częścią przewodu pokarmowego oraz częścią płuc – które potem szybko regenerują. Zjawisko to, nazywane ewisceracją, jest specyficzną odmianą autotomii.
Niektóre gatunki strzykw wchodzą w relacje komensalne z rybami. Wczesne stadia rozwoju ryby (np. karap europejski) kryją się w płucach wodnych strzykw opuszczając je jedynie na czas poszukiwania pokarmu. 

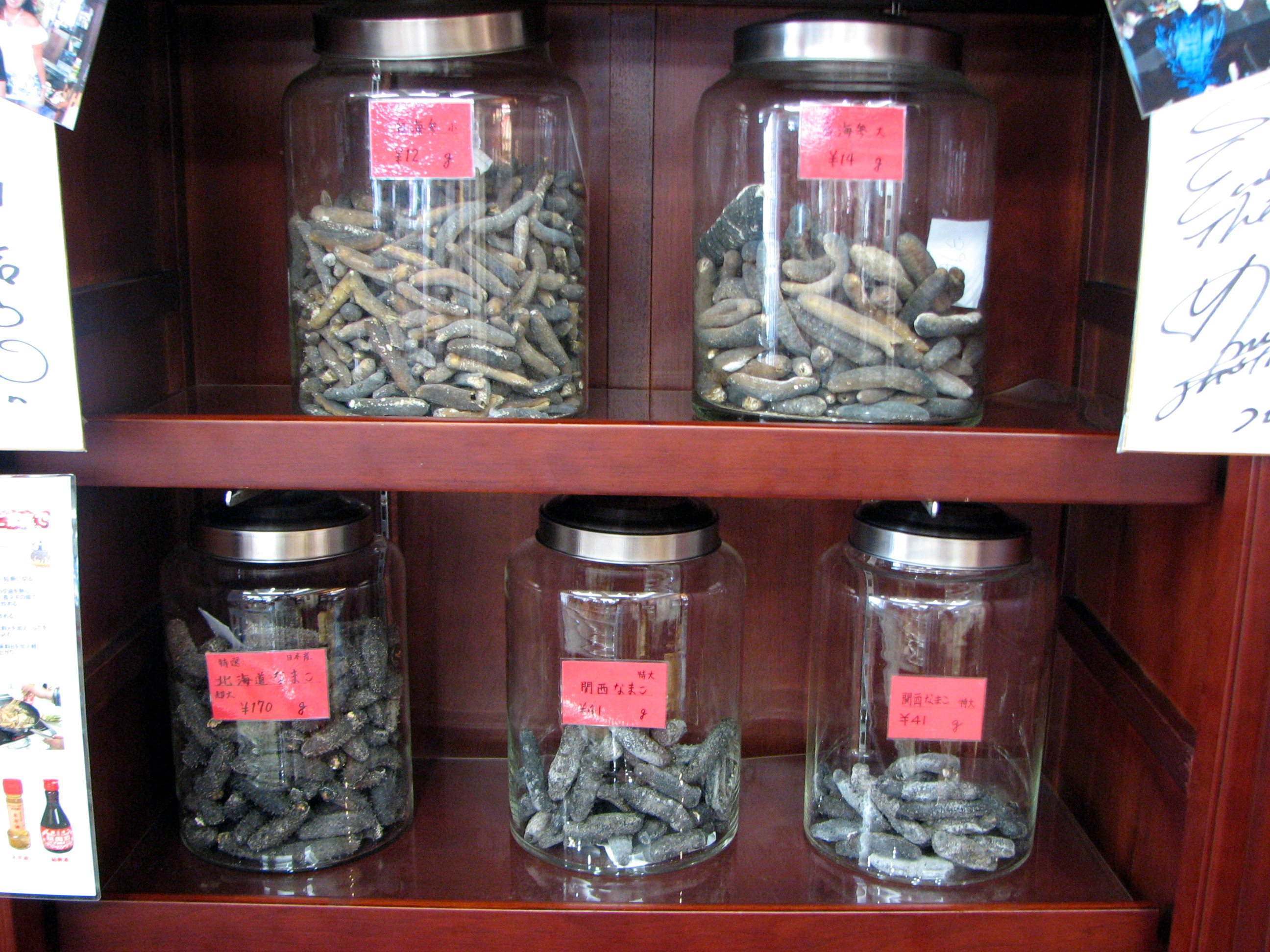
Suszone strzykwy są stosowane w medycynie ludowej

Strzykwy żyją 5–10 lat.

## Znaczenie gospodarcze
Strzykwy od dawna budziły zainteresowanie ludzi. Połowy tych zwierząt prowadzone są od co najmniej 1000 lat. Wykorzystywano je w celach konsumpcyjnych, w medycynie ludowej, a obecnie wykorzystywane są również w przemyśle farmaceutycznym oraz jako suplement diety. Prowadzone są badania nad możliwością szerszego wykorzystania tych zwierząt. Ciało strzykw zawiera wiele substancji chemicznych, w tym saponiny i toksyny, które przyciągają uwagę farmakologów.
Strzykwy z 50 (lub więcej) gatunków, m.in. trepangi, są komercyjnie poławiane lub hodowane, a następnie spożywane w kuchniach azjatyckich. Jadane są surowe lub ugotowane, posolone i wysuszone. Trepang japoński (Apostichopus japonicus) i trepang królewski (Parastichopus regalis) należą do gatunków intensywnie poławianych, zwłaszcza w rybołówstwie japońskim i koreańskim. Duże znaczenie mają również ogórczaki z rodzaju Cucumaria. Ich wysuszone ciało zawiera do 82% białka. Niektóre z nich, np. ogórczak japoński (Cucumaria japonica), są spotykane w hodowlach akwaryjnych.

## Klasyfikacja
Gromada strzykw dzielona jest na 6 rzędów grupujących gatunki współcześnie żyjące:
- Aspidochirotida – trepangowce
- Elasipodida – straszykowce
- Molpadiida – beczułkowce
- Apodida – kotwicznikowce
- Dendrochirotida – ogórkowce
- Dactylochirotida

Klasyfikacja ta nie jest jednak uznawana za stabilną  i wymaga dalszych badań.

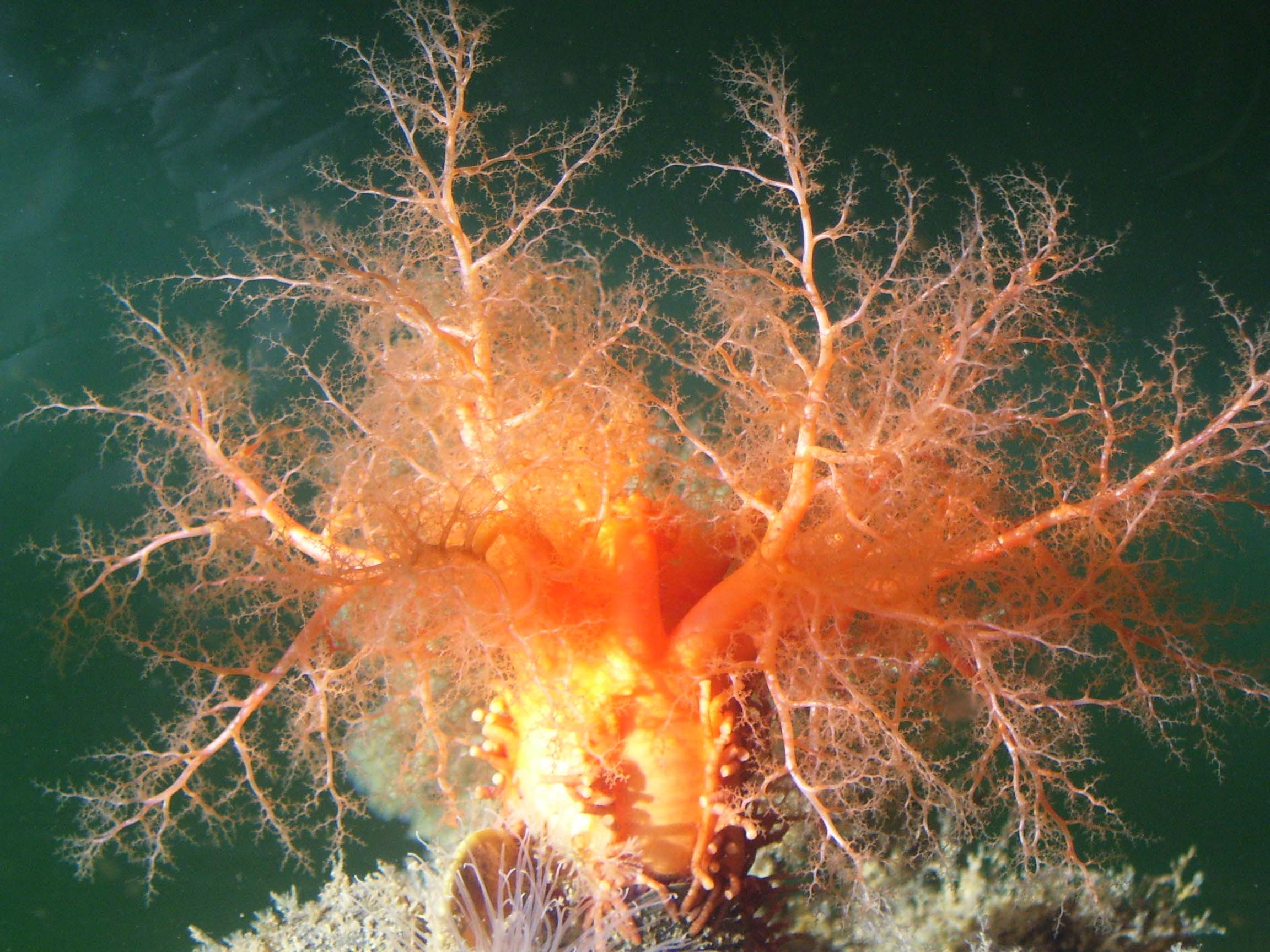
Cucumaria miniata